# Vinkelhalsad omalin
Vinkelhalsad omalin (Eudectus giraudi) är en skalbaggsart som beskrevs av Ludwig Redtenbacher 1856. Vinkelhalsad omalin ingår i släktet Eudectus, och familjen kortvingar. Enligt den svenska rödlistan är arten nära hotad i Sverige. Arten förekommer i Svealand, Nedre Norrland och Övre Norrland. Artens livsmiljö är skogslandskap.